# La barzelletta più divertente del mondo

Michael Palin (in primo piano) e Eric Idle in E ora qualcosa di completamente diverso.

La barzelletta più divertente del mondo (in inglese: The Funniest Joke in the World) è uno sketch del Monty Python's Flying Circus apparso nella prima puntata della prima serie.

## Lo sketch
Durante la Seconda guerra mondiale, Ernest Scribbler, un "fabbricante di barzellette" inglese (Michael Palin), creò la "barzelletta più divertente del mondo" e, dopo averla letta, letteralmente morì dal ridere. Anche sua madre (Eric Idle) la lesse e morì. Un ispettore di Scotland Yard (Graham Chapman) entrò eroicamente nella casa per recuperare la barzelletta e, allo scopo di attenuarne gli effetti, fece intonare a tre suoi colleghi, rimasti all'esterno, una triste nenia di sottofondo, ma non funzionò e morì dal ridere.
L'Esercito britannico decise di utilizzare la barzelletta come arma contro i tedeschi e la fece tradurre, una parola sola ciascuna da un differente traduttore, in modo che i soldati inglesi non potessero capirla, ma i soldati tedeschi sì.
La traduzione venne ultimata e fu distribuita fra le truppe in prima linea perché venisse declamata ad alta voce durante i conflitti a fuoco: il nemico subì moltissime perdite. In una scena si vede un militare inglese (Michael Palin) prigioniero di due ufficiali della Gestapo (John Cleese e Graham Chapman) che lo torturano allo scopo di persuaderlo a rivelare la barzelletta. Alla fine il prigioniero cede ma, subito dopo averla trascritta, il secondo ufficiale muore dal ridere, mentre il primo ufficiale all'inizio dice di non averla capita, ma poi anche lui muore contorcendosi dalle risate. Poi arriva un soldato tedesco (Terry Gilliam) che, vedendo i due morti, punta il fucile verso l'inglese, ma anch'egli è fulminato dalla barzelletta che il prigioniero grida velocemente per salvarsi.
I tedeschi, vedendo le vittime causate da quella barzelletta, cercarono di fare una "contro-barzelletta", ma non ci riuscirono e, quando la guerra finì, per ragioni di sicurezza la barzelletta venne sepolta con una lapide con su scritto "The Unknown Joke" ("La barzelletta ignota").

## La barzelletta
Durante tutta la durata dello sketch il testo della barzelletta non viene mai citato direttamente, per cui non si può sapere esattamente di cosa essa parli. Viene citata invece la sua presunta traduzione in tedesco:
Tale testo tuttavia contiene solo parole prive di senso, create ad arte per sembrare "tedesche".

## Altre apparizioni
Venne fatta anche un'altra versione di questo sketch per il film E ora qualcosa di completamente diverso, con alcune scene tagliate e una scena dove si vede un ospedale in un accampamento nazista in cui dei soldati tedeschi con bende e macchie di sangue ridono incessantemente. Nella versione del film non si vede la scena della tortura.